# کارل کیلپاتریک
کارل کیلپاتریک (انگلیسی: Carl Kilpatrick؛ زادهٔ ۱۶ مهٔ ۱۹۵۶) بازیکن بسکتبال اهل ایالات متحده آمریکا است.